# Struktura czwartorzędowa białka

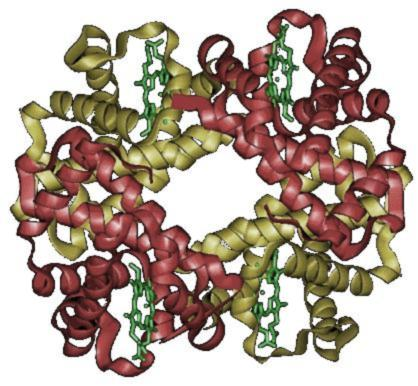
Przykład czwartorzędowego białka- hemoglobina. Cztery zasocjowane podjednostki, z których każda zawiera cząsteczkę hemu (zaznaczoną na zielono). Nie pokazano grup bocznych aminokwasów, a tylko konformację łańcuchów peptydowych – tzw. model wstęgowy

Struktura czwartorzędowa białka – poziom organizacji na którym można opisać budowę białka. Określa się tu wzajemny układ w przestrzeni oraz sposób połączenia się:
- podjednostek, czyli osobnych łańcuchów polipeptydowych, niepołączonych ze sobą kowalencyjnie lub
- grup prostetycznych (w przypadku białek złożonych).

Tylko część białek tworzy strukturę czwartorzędową. Jeżeli jednak jest w stanie tworzyć to dopiero komplet podjednostek wykazuje aktywność biologiczną.
Przykładami białek składających się z kilku podjednostek są: hemoglobina, polimeraza DNA, kanały jonowe, kapsyd wirusa mozaiki tytoniowej, dehydrogenaza białczanowa, dehydrogenaza alkoholowa.
Oddziaływania międzycząsteczkowe stabilizujące strukturę czwartorzędową są następujące:
- Oddziaływania jonowe – mogą występować między grupami aminowymi lub guanidynowymi łańcuchów bocznych aminokwasów zasadowych, a grupami karboksylowymi aminokwasów kwaśnych (Asp, Glu).
- Oddziaływania hydrofobowe – polegają na odpychaniu cząsteczek wody.
- Oddziaływania van der Waalsa
- Wiązania wodorowe

Oddziaływania międzycząsteczkowe stabilizujące strukturę czwartorzędową są dość słabe, dlatego znaczna większość białek to substancje wrażliwe na zmiany temperatury (termolabilne). W warunkach ustrojowych podniesienie temperatury powyżej 40 °C- 45 °C prowadzi do zniszczenia struktury trzeciorzędowej. Zachodzi wtedy proces denaturacji.